# Cătălin Zmărăndescu
Cătălin Zmărăndescu (n. 26 ianuarie 1973, București, România) este un fost artist marțial mixt profesionist, kickboxer și boxer român.
A fost bodyguardul lui Gigi Becali. În 2009, după ce a participat la recuperarea mașinii furate a lui Gigi Becali, a fost arestat timp de 29 de zile de Poliția Capitalei.